# Чемусово
Чему́сово (рос. Чемусово) — село у складі Борзинського району Забайкальського краю, Росія. Входить до складу Кондуйського сільського поселення.

## Історія
Село Чинам утворено 2013 року шляхом виділення з села Кондуй. 2018 року назва була змінена на сучасну.